# 滨湖街道 (无锡市)
滨湖街道是中国江苏省无锡市滨湖区下辖的一个街道。

## 行政区划
滨湖街道下辖以下行政区：
南苑社区、鼋头渚社区、大浮社区、军嶂社区、西林社区、吴塘社区、滨湖社区、裕村社区、南泉社区、南湖社区、贡湖社区、壬港社区